# Pavol Hochschorner
Pavol Hochschorner (Bratislava, 7 settembre 1979) è un canoista slovacco, specializzato nello slalom C-2, disciplina in cui ha vinto tre ori olimpici consecutivi, sempre in coppia con il gemello Peter.

## Palmarès
- Giochi olimpici

Sydney 2000: oro nel C2 slalom.
Atene 2004: oro nel C2 slalom.
Pechino 2008: oro nel C2 slalom.
Londra 2012: bronzo nel C2 slalom.
- Mondiali di slalom

1999 - La Seu d'Urgell: argento nel C2 a squadre.
2002 - Bourg-Saint-Maurice: oro nel C2.
2003 - Augusta: bronzo nel C2.
2006 - Praga: bronzo nel C2 e nel C2 a squadre.
2007 - Foz do Iguaçu: oro nel C2 e bronzo nel C2 a squadre.
2009 - La Seu d'Urgell: oro nel C2 e nel C2 a squadre.
2010 - Tacen: oro nel C2.
2011 - Bratislava: oro nel C2 e argento nel C2 a squadre.
2013 - Praga: argento nel C2 a squadre.
- Europei

1998 - Roudnice nad Labem: oro nel C2 e argento nel C2 a squadre.
2000 - Mezzana: oro nel C2.
2002 - Bratislava: oro nel C2 e nel C2 a squadre.
2005 - Tacen: oro nel C2 a squadre.
2006 - L'Argentière-la-Bessée: argento nel C2 a squadre.
2007 - Liptovský Mikuláš: bronzo nel C2.
2008 - Cracovia: oro nel C2 e bronzo nel C2 a squadre.
2009 - Nottingham: oro nel C2.
2011 - La Seu d'Urgell: oro nel C2 e bronzo nel C2 a squadre.
2014 - Vienna: oro nel C2 a squadre.